# Italianização

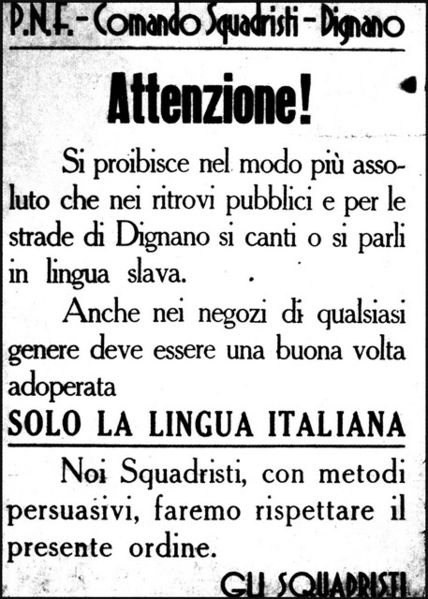
Cartaz sobre a italianização

A italianização foi uma campanha do regime fascista de Benito Mussolini dirigida a áreas de língua não italiana com o objetivo de assimilá-las à cultura italiana. Muitos intelectuais acolheram a iniciativa, entre eles Giovanni Gentile viu nela a recuperação lingüística de terras anteriormente "des-italianizadas" ou, em parte, "des-latinizadas" ou Gabriele d'Annunzio, que propôs, por exemplo, o termo arzente para indicar o destilado de bagaço e, em geral, qualquer licor alcoólico.
Dentre os diversos aspectos da política, destacam-se os seguintes:
- A italianização de muitos sobrenomes não italianos (por exemplo, os eslovenos Vodopivec em Bevilacqua, Krizman em Crismani, etc.). Na província italiana de Trieste, os sobrenomes de milhares de pessoas foram italianizados, principalmente os de origem eslovena e croata.[3]
- A italianização de nomes de lugares, um fenômeno particularmente notável no Alto Adige (por exemplo, Sterzing para Vipiteno), no Piemonte e no Vale de Aosta (por exemplo, Salbertrand para Salabertano) e na Venezia Giulia (por exemplo, Godovic para Godovici).
- A italianização de termos comumente usados com equivalentes, por exemplo, mescita em vez de bar. Foram introduzidos termos para substituir outros que se tornaram parte do uso comum, por exemplo, tramezzino para sanduíche.

No jornal Il Popolo d'Italia de 1938 foi publicado:
Devemos voltar à nossa tradição, devemos renunciar, rejeitar as várias modas de Paris, ou de Londres ou da América. Em todo caso, outros povos terão de olhar para nós, como olharam para Roma ou a Itália renascentista.
O processo também previa a censura ou fechamento de jornais que publicassem em idioma diferente do italiano, além do fechamento de bancos e instituições de crédito locais.